# Долни чифлик
До̀лни чифлѝк е град в Североизточна България. Той се намира в област Варна, в близост до река Камчия. Градът е административен център на община Долни чифлик. По данни на ГРАО към 15 март 2024 г. в града живеят 6963 души по настоящ адрес и 7540 души по постоянен адрес.

## География
Община Долни чифлик е разположена в югоизточната част на Варненска област. Обхваща близо 487 кв. км, която включва Камчийска долина, Лонгоза, северните склонове на Камчийския Балкан и черноморската брегова линия с прилежащия ѝ шелф. Закътана далеч от големи източници на замърсяване, община Долни чифлик е екологичен оазис: чист въздух, чиста почва, чисти води и уют, опазен от машинни и технологични шумове.
Община Долни чифлик разполага с изключително богати неусвоени ресурси за развитие на туризма – от традиционния морски ваканционен туризъм до все по-търсените напоследък алтернативни форми на селски, познавателен, ловен и екотуризъм. Пясъчно-плажовата ивица при устието на река Камчия и река Фъндъклийска е най-дългата по Българското Черноморие. На територията на общината тя е дълга 9,7 км. На крайморската територия са образувани 4 курортни комплекса: Камчия – Лонгоза, Шкорпиловци – север, Шкорпиловци – юг и Шкорпиловци – село. Предлага се богат избор на бази за настаняване, както в зависимост от капацитета, така и в зависимост от категорията им. Към настоящия момент легловата база възлиза на 3500 легла.
Общината разполага с 20 броя защитени природни територии, от които 3 броя резервата – Камчия, Киров дол и Вълчи преход. Биосферният резерват „Камчия“ е част от световната мрежа биосферни резервати и е международно обявен обект на ЮНЕСКО.

## История

### Античност и Средновековие
Археологическите паметници на територията на общината свидетелстват за обитаване и обществен живот от най-стари времена. Най-трайни са следите, останали от римляните. Това са части от изградената през Юстинианово време (527 – 565 г.) защитна система в източната част на Стара планина. Тя се е състояла от защитна стена „Герме“, четириъгълни кули, равномерно разположени по нея, т.нар. Хемска порта. Тя е минавала край сегашните населени места Обзор, Голица и Булаир. През нея е преминавал римският път Анхиало – Марцианопол. Към съществуващата система са принадлежали редица римски военни крепости. От тях се намират останки край селата Голица – м. Борун Градище, Бърдарево – м. Градище и гр. Долни чифлик – м. Голямото кале.
Раннохристиянските гробища и базилика, както и старобългарският укрепителен вал „Табия“ са от по-късни епохи. Най-старите исторически и културни паметници в общината са от времето на траките (крепостта Ерак и местността Шерба), които все още са слабо проучени. От времето на Римската империя са се запазили редица руини – Ерите (римска пътна крепост в устието на р. Камчия), раннохристиянска базилика край с. Шкорпиловци, Римска пещ по пътя за резервата Шерба, както и Гемето (крепостна стена край с. Голица).

### Възраждане
Началото на днешния град Долни чифлик е сложено в края на XV век от Джемал бей. След походите на Владислав Варненчик 1443 – 1444 година, турският султан Мурад II дошъл до извода, че за по-лесна отбрана на империята трябва да започне заселването в Северна и Североизточна България. За тази цел той издава заповед за заселване в тези земи. Джемал бей тръгва на север, преминава през Айваджишкия проход на Стара планина (днес село Дюлино) и спира пред река, която нарича Камчия. Тук той намира малко имение на българин кожухар, решава да спре и да се установи в това стопанство, което турците наричат Корк Чифлик. Те изсичат дърветата от Лъга (Лонгоза) и построяват къщи и джамия, която по-късно е изгорена.
По сведения от турски документи в Североизточна България идват турци от Кюрдистан. Джемал бей тръгнал със свитата си и се разположил на земите на днешните селища Детелина, Долни чифлик, Пчелник и Горен чифлик. Разполага събраните по пътя си стада дребен и едър добитък по селищата, съобразно благоприятните там природни условия.
Жителите на село Бостан заживяват мирно със своите нови съседи. Но по това време става и изселване на татари, черкези и други племена на юг, които по пътя си ограбват мирното население. Това не подминава и жителите на с. Бостан.
Така в района на селата Детелина (Дервиш) и Долни чифлик Джемал бей настанява хергелетата си от коне и дребен добитък с оглед задоволяване на ежедневните си нужди от животински продукти – месо и мляко за изхранване на семейството си, прислугите и пастирите.
Това било „долният чифлик“ на бея.
В землището на село Пчелник (Кованлък) Джемал бей разположил пчелните си семейства, което дава името на селото; то било и административен център.
В землището на село Горен чифлик оставил биволите – основен впрегатен добитък за обработка на земята и превозване на земеделската продукция, дърва за отопление и други.
Това разположение по естествен път създава два чифлика на Джемал бей, което след време дава имената на тези три селища – Долни чифлик, Пчелник и Горен чифлик.
Преди Освобождението населението е предимно турско. След Освобождението тук започват да се преселват хора от Габровско, Македония и др. По-късно поради различни икономически и демографски причини тук започват да се преселват и хора от село Голица. Фолклорът на града е смесица от традициите и нравите на своите преселници.

### Нова история
През 1919 г. село Долни чифлик става общински център, откъснал се от община Арнаутлар (днешното село Рудник).
През 1974 г. Държавният съвет на Народна република България признава село Долни чифлик за град и с Указ от 04.09.1974 г. го именува на Камчия.
В началото на 1975 г. след смъртта на държавния деец – Георги Трайков, който е работил дълго време в този край, градът е преименуван на Георги Трайков.
След 10 ноември 1989 г. с Указ на президента Желю Желев на града е възстановено старото име Долни чифлик.

## Население
Численост на населението според преброяванията през годините:
| \| Година на преброяване \| Численост \| \| --------------------- \| --------- \| \| 1934 \| 2665 \| \| 1946 \| 3244 \| \| 1956 \| 4828 \| \| 1965 \| 5604 \| \| 1975 \| 5826 \| \| 1985 \| 6679 \| \| 1992 \| 7126 \| \| 2001 \| 6887 \| \| 2011 \| 6644 \| \| 2021 \| 5503 \| |           |
| Година на преброяване | Численост |
| 1934 | 2665      |
| 1946 | 3244      |
| 1956 | 4828      |
| 1965 | 5604      |
| 1975 | 5826      |
| 1985 | 6679      |
| 1992 | 7126      |
| 2001 | 6887      |
| 2011 | 6644      |
| 2021 | 5503      |

### Етнически състав

#### Преброяване на населението през 2011 г.
Численост и дял на етническите групи според преброяването на населението през 2011 г.:
|                     | Численост | Дял (в %) |
| Общо                | 6644      | 100.00    |
| Българи             | 4213      | 63.41     |
| Турци               | 592       | 8.91      |
| Цигани              | 56        | 0.84      |
| Други               | 140       | 2.10      |
| Не се самоопределят | 209       | 3.14      |
| Неотговорили        | 1434      | 21.58     |

## Религии
Православие и ислям. В града има и общност на Евангелската методистка епископална църква.

## Политика
- Общинска организация на ГЕРБ
- Общинска организация на БСП

## Обществени институции

### Музеи
На днешния Етнографски музей слага началото Йорданка Бекярова – учител по математика, през учебната 1984 – 5 г., когато се чества 100-годишнината от създаването на СОУ „В. Левски“, със създаването на събирателна сбирка. Много скоро през 1986 г. в две помещения на читалището се разполагат повече от 1500 броя експонати.
Музеят представя народния бит от XIX и началото на XX век – поминък, занаяти, селско стопанство, обзавеждане, облекла, накити, пафти, обеци, колани от Долни чифлик и общината. Паметта на града е съхранена чрез много предмети, документи, свидетелства, снимков материал от бригадирското движение, училищата, военното дело и много други.

### Читалище
Читалище „Изгрев-1919“ Архив на оригинала от 2015-12-27 в Wayback Machine. През август 1919 г. група ентусиасти основават читалище „Изгрев“. С пиесата „Кървава македонска сватба“ през 1930-те години се поставя началото на театралната дейност в града, която има богата история, като традицията продължава и в наши дни. Награди, отличия и признание извън границите на общината, на национална и международна сцена печелят хорът и оркестърът на читалището, танцовият състав.

## Спорт
ФК „Тича 1948“ е футболен клуб от Долни чифлик. Участва в Североизточна „В“ Аматьорска футболна група.

## Важни личности
- Георги Трайков (1898 – 1975), български политик и държавник
- Димитър Стоичков (1932 – 2007), общественик и дългогодишен кмет, с изключителен принос за развитието и благоустрояването на общината.
- Валери Симеонов (р. 1955), български предприемач и политик
- Ламбо Мургов, роден във Велгощи, Охридско, четник в четата на ВМОК на Никола Лефтеров, участвал в Илинденско-Преображенското въстание и в Балканските войни като четник в партизански отряд. Живял в Долни чифлик.[7]

## Побратимявания
Долни чифлик е побратимен град с:
- Високе Мито, Чехия
- Криничне (Чушмелия), Украйна